# Geispolsheim
Geispolsheim ist eine französische Stadt mit 7603 Einwohnern (Stand 1. Januar 2021) in der Agglomeration um Straßburg im Département Bas-Rhin in der Europäischen Gebietskörperschaft Elsass und in der Region Grand Est.
Die Gemeinde besteht aus zwei größeren Teilen, Geispolsheim-Village und Geispolsheim-Gare. Der letztgenannte Ortsteil ist bezeichnet nach dem hier liegenden Bahnhof an der Strecke Straßburg–Colmar–Mülhausen, der von den Zügen der Regionalverkehrsgesellschaft TER Grand Est angefahren wird. Im Nordwesten gibt es einen Anschluss (8) an die französische Autobahn A 35 (L’Alsacienne).

## Bevölkerungsentwicklung
| Jahr      | 1962 | 1968 | 1975 | 1982 | 1990 | 1999 | 2007 | 2016 |
| Einwohner | 3672 | 3758 | 4625 | 4712 | 5546 | 7031 | 7067 | 7476 |

## Sehenswürdigkeiten
- mehrere Fachwerkhäuser resp. die Maisons à colombages
- Katholische Kirche Sainte-Marguerite  aus dem Jahr 1771
- Kapelle „Hattisheim“ (Notre-Dame des Sept Douleurs)

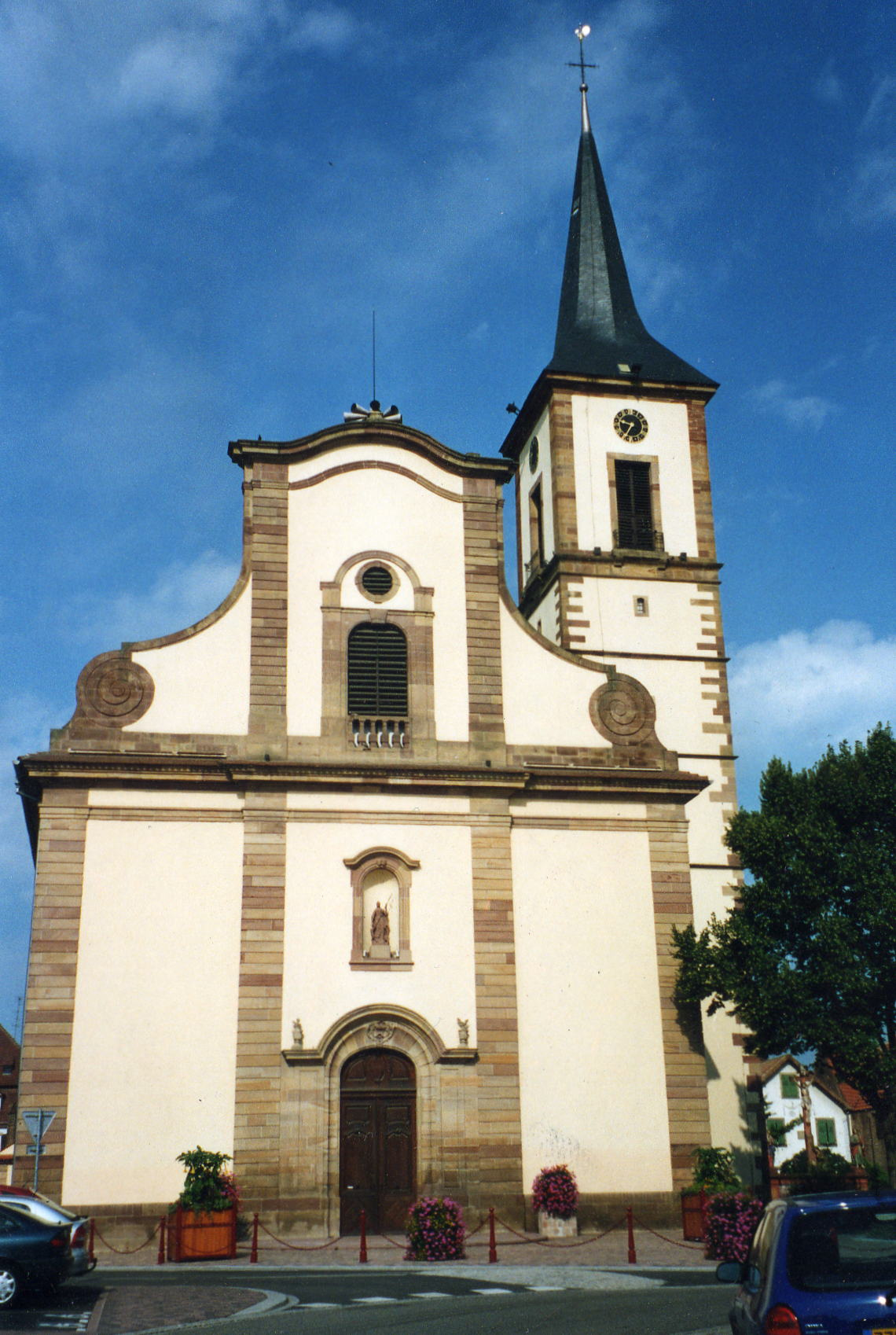
Kirche St. Margarita
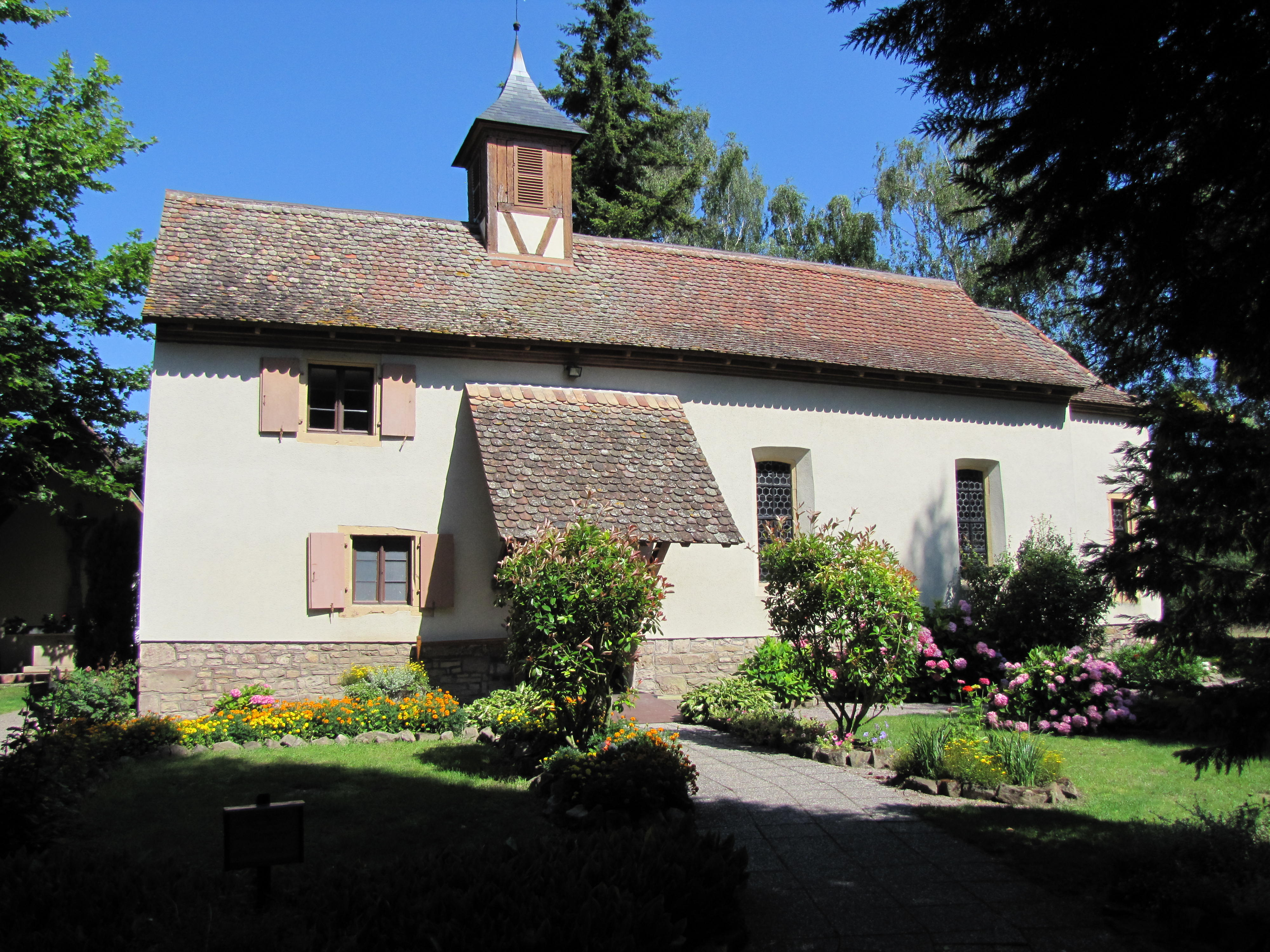
Kapelle „Hattisheim“

## Persönlichkeiten
- Jean-Paul Burrus (* 1954), Industrieller

## Städtepartnerschaften
Geispolsheim unterhält seit 1984 eine Partnerschaft mit Séné, einer kleinen Hafengemeinde am Golf von Morbihan.